# Савенок, Александр Борисович
Александр Борисович Савенок (1957 - 02.07.2021) — советский российский шашист (русские шашки). Играл в блиц и заочно. Призёр чемпионата России в молниеносной программе 2003 года. Многократный чемпион Санкт-Петербурга (Ленинграда) по русским шашкам, в молниеносной (1986—1991, 1992, 1993, 1997) и в классической программе (1992, 2004) гг. Прекрасно играл в блиц. Чемпион Москвы по русским шашкам в молниеносной программе (18 августа 1991 года). Победитель 1-го неофициального чемпионата мира по блицу в Подольске (1992). Мастер спорта СССР (1978). Участник чемпионатов России по переписке. Входил в десятку сильнейших по рейтингу шашистов России
Писал стихи (под псевдонимом Александр Конёв; псевдоним Конев А.С. - прочтение фамилии Савенок справа-налево), переводы, эссе, статьи. Участвовал в сборнике «Лица» (Л., 1990), автор книги «Игры навылет!» (СПб, 2001). Участник ЛИТО «Товарищеский проспект», посещал студию перевода В. Топорова. В начале 80-х перевел 5 сонетов Шекспира; хотя любимый автор-источник — Р. Фрост.